# 奧斯特羅文卡縣

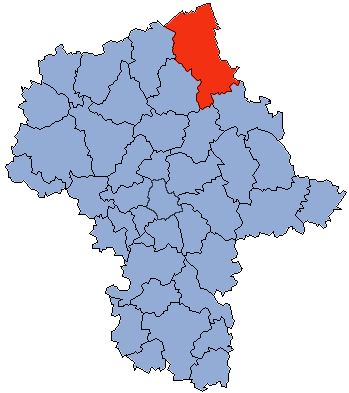

53°4′N 21°34′E / 53.067°N 21.567°E
奧斯特羅文卡縣（波蘭語：Powiat ostrołęcki），是波蘭的縣份，位於該國中東部，由馬佐夫舍省負責管轄，首府設於奧斯特羅文卡，面積2,099平方公里，2006年人口84,344，人口密度每平方公里40人。